# Кожевников, Валентин Петрович
Валенти́н Петро́вич Коже́вников (1902 — 1968) — советский хозяйственный, государственный и политический деятель.

## Биография
Родился 12 июля 1902 года на Нижне-Тагильском заводе. Член ВКП(б).
С 1917 года — на хозяйственной, общественной и политической работе. В 1917—1968 годы — ученик формовщика в литейном цехе Нижнетагильского металлургического завода, в конторе этого завода, на Днепропетровском металлургическом заводе, в прокатной группе «Магнитостроя», начальник смены, помощник начальника обжимного цеха, начальник заготовочного цеха, заместитель начальника стана «500» среднесортного цеха, начальник среднесортного цеха, помощник главного инженера ММК по прокатным цехам, главный прокатчик ММК, главный специалист Главного управления чёрной металлургии СНХ СССР, инженер отдела экспертизы проектов и смет Минчермет СССР.
Умер 18 мая 1968 года в Москве.

## Признание
- Сталинская премия второй степени (1943) — за коренное усовершенствование технологии производства сложных профилей проката, обеспечившее увеличение выпуска военной продукции
- Сталинская премия второй степени (1951) — за коренное усовершенствование технологии и управления производством на ММК имени И. В. Сталина.
- ордена и медали